# سلفيرام
سلفيرام (اسم دولي غير مسجل الملكية) أو أُحادي سلفيرام, يُباع تحت الاسم التجاري Tetmosol, هو من مضادات الطفيليات الخارجية يستخدم للعلاج وللوقاية من الجرب. ويُباع عادةً على شكل محلول أو صابون علاجي، كما يُخلط مع بنزوات البنزيل أحياناً.
نادراً ما يتم استخدامه اليوم، لكن حتى 2015، كان لا يزال متواجد في كل من البرازيل، الهند، وجنوب افريقيا (كعلاج أُحادي).

## الآثار الضائرة
قد يُسبب دوار، صداع، إعياء، وحُمَامَى. تم الإعلان عن حالة تقشر الأنسجة المتموتة البشروية التسممي مرة واحدة فقط في عام 1968.
السلفيرام يتشابه هيكلياً مع الديسلفيرام (يُباع تحت الاسم التجاري Antabuse) كما يتحوّل سريعاً له عند تعرضه للضوء. يتشابه مع الديسلفيرام بظهور تفاعلات غير مرغوبة عند تناوله مع الكحول.

## روابط خارجية
- Tetmosol* soap نسخة محفوظة 16 ديسمبر 2018 على موقع واي باك مشين. – South African Electronic Package Insert